# Takashi Mizunuma
Takashi Mizunuma (水沼 貴史, Mizunuma Takashi, Saitama, 28 mei 1960) is een Japans voormalig voetballer die als middenvelder speelde.

## Clubcarrière
In 1979 ging Mizunuma naar de Hosei University, waar hij in het schoolteam voetbalde. Nadat hij in 1983 afstudeerde, ging Mizunuma spelen voor Nissan Motors, de voorloper van Yokohama Marinos. Met deze club werd hij in 1988/89, 1989/90 en 1995 kampioen van Japan. Mizunuma veroverde er in 1983, 1985, 1988, 1989, 1991 en 1992 de Beker van de keizer en in 1988, 1989 en 1990 de JSL Cup. In 13 jaar speelde hij er 203 competitiewedstrijden en scoorde 38 goals. Mizunuma beëindigde zijn spelersloopbaan in 1995.

## Japans voetbalelftal
Takashi Mizunuma debuteerde in 1984 in het Japans nationaal elftal en speelde 32 interlands, waarin hij 7 keer scoorde.

## Statistieken
| Japans voetbalelftal | Japans voetbalelftal | Japans voetbalelftal |
| Jaar                 | Wed.                 | Dlp.                 |
| -------------------- | -------------------- | -------------------- |
| 1984                 | 5                    | 1                    |
| 1985                 | 8                    | 3                    |
| 1986                 | 0                    | 0                    |
| 1987                 | 8                    | 2                    |
| 1988                 | 3                    | 0                    |
| 1989                 | 8                    | 1                    |
| Totaal               | 32                   | 7                    |